# Brûlage pastoral
Le brûlage pastoral, appelé improprement « écobuage », est une technique d’entretien et de régénération des pâturages utilisant le feu courant sur un espace défini durant la période de repos végétatif (fin automne, hiver, début printemps selon le climat). Il concerne uniquement la partie aérienne de la végétation.

## Indication temporelle des termes associés à la technique

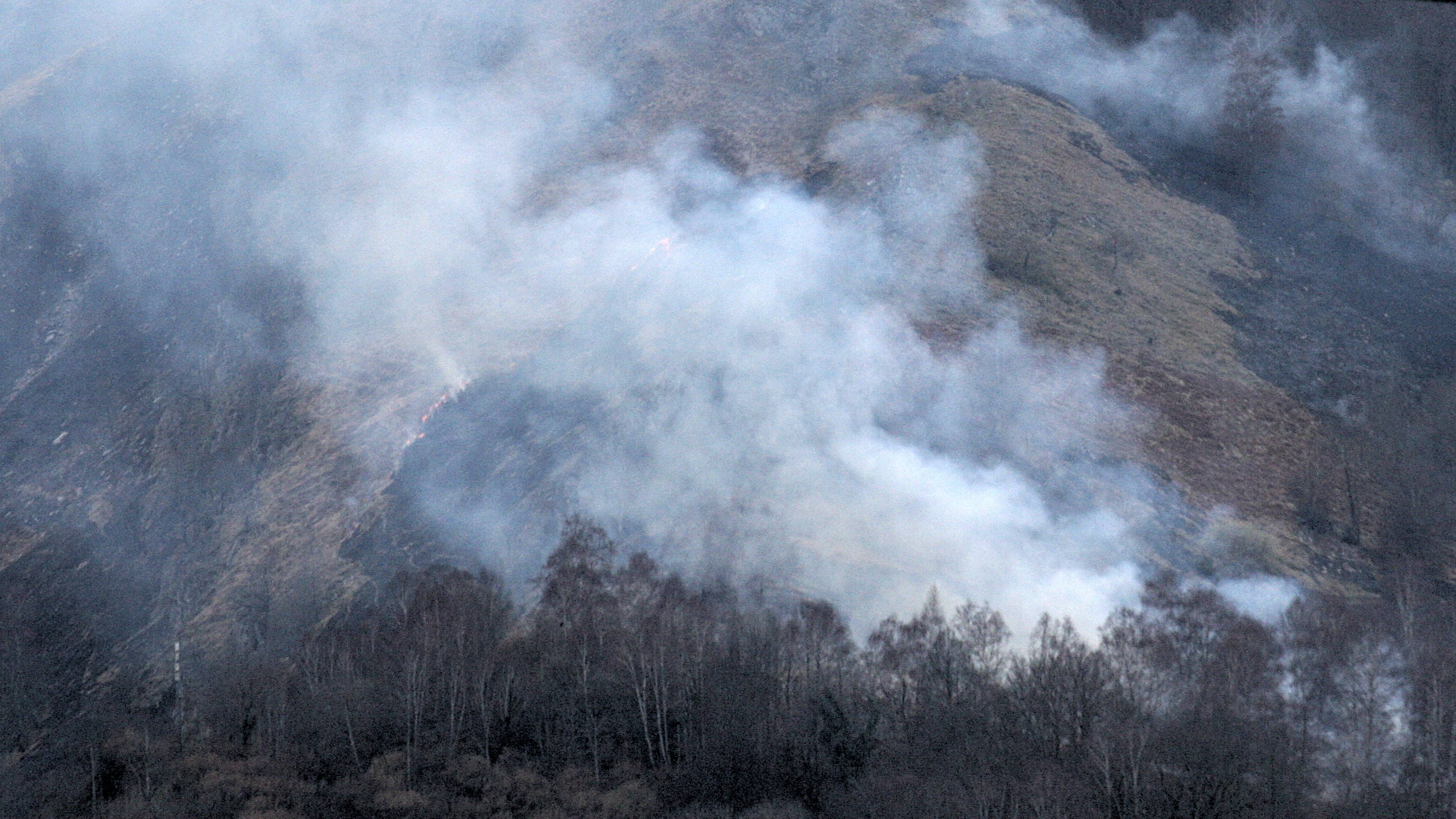
Photos d'un brulage pastoral dans la vallée de beaudéan, en février 2020

L’usage du feu a précédé puis accompagné le pastoralisme depuis son apparition.
Sa désignation, par contre, semble subir un grand flottement terminologique. On ne connaît pas de réelle dénomination de cette technique dans les langues vernaculaires (du vocabulaire existe mais n’est pas spécifique à cette technique. Par exemple, le verbe « uscler » dans la langue occitane: brûler associé à l’ « usclade » désignant l’espace brûlé, ou l’opération de brûlage…)
Depuis la deuxième moitié du XIXe siècle, un glissement sémantique d’origine administrative a consacré le terme « écobuage » pour désigner l’emploi du feu à vocation pastorale.
Aujourd’hui, la pratique du brûlage pastoral est généralement appelée écobuage. Bien qu’impropre puisque le terme d'écobuage désigne historiquement une technique de feu couvert (et non de feu courant), ce terme est très souvent utilisé par les éleveurs et l’administration. Ceci pose souvent un problème de confusion avec les autres types d’ « écobuages» que sont les feux de jardin en tas ou les brûlages de broussailles des fossés.

## Indication géographique de la technique
Cette technique se pratique dans les zones pastorales.

## Ses applications

### Objectifs pastoraux de la technique
Le brûlage pastoral participe à l’entretien et au maintien des espaces pastoraux, il vise à  :
- Contrôler les « refus » (la strate herbacée sèche ou morte) et la strate arbustive envahissante
- Renouveler et diversifier les ressources pastorales (herbes et arbustes) dans le temps et dans l’espace.
- Favoriser l’accessibilité à la ressource pastorale, son appétence et sa précocité
- Contrôler les parasites externes (ex : tiques) des troupeaux

### Autres effets/intérêts de la technique sur le territoire (externalités)
- Réduire, s'il est bien contrôlé, les risques naturels (incendies par la réduction de biomasse combustible, avalanches stabilisation du manteau neigeux par la réduction du couvert végétal et combinaison avec le pâturage, …)
- « Nettoyer » au meilleur rapport coût/efficacité
- Contribuer à l’ouverture et au maintien des paysages pastoraux ainsi qu’à la préservation des habitats d'espèces associés à ces milieux ouverts (cf. bibliographie), comme certains rapaces (aigle botté...)

## Praticiens
Éleveurs, qu’ils soient propriétaires ou ayants droit par bail, par convention pluriannuelle de pâturage, par accord verbal ou par droit d’usage ; ou leurs prestataires.

## Mode opératoire

### Décision
La décision d’intervenir sur le milieu dépend du projet d’exploitation de l’éleveur sur l’espace qu’il utilise. Elle intègre donc à la fois la gestion pastorale et les conditions du milieu.

### Espace/temps d’intervention
La fréquence et la surface de brûlage est très variable : de 1 à 20 ans et de quelques hectares à plusieurs dizaines d’hectares (⇒ peut dépasser la centaine d’hectares)
La fréquence se raisonne, là encore, selon la dynamique de végétation du milieu et sa gestion : plus on attend, plus les coûts de réalisation, les risques et les impacts sur le milieu sont importants.

### Les conditions de réalisation
Combinaison d’une végétation sèche et d’un milieu humide
1. Végétation sèche et inflammable, en repos végétatif
2. Sol humide
3. aérologie favorable
4. Conditions générales hivernales, moindre sensibilité au feu des abords, par exemple en présence de neige.

La conduite du brûlage pastoral repose sur l’art de conjuguer :
1. une connaissance fine du terrain

Le choix du moment opportun où les conditions du milieu sont optimales (ex : présence de neige aux abords, vent, humidité, …) Elle nécessite de ce fait des déplacements préalables sur place.
1. le bon mode opératoire … pour répondre aux objectifs pastoraux, garantir la sécurité et gérer l’impact sur le milieu.
2. la mobilisation des moyens ad hoc (humains, matériels)

### le chantier

#### Préparation du chantier
Selon le territoire, une préparation du chantier peut être nécessaire en amont (débroussaillage, entretien des sentiers, …).

#### Réalisation du chantier
1. conduire le feu : l’éleveur utilise pour cela des outils et techniques de direction (notamment à l’allumage), d’accélération (pente, vent), de freinage (contre pente, contre vent, batte à feu, seau pompe, …)
2. s’appuyer pour contenir le feu : l’éleveur utilise des éléments du milieu (chemin, cours d’eau, culture, névé, crête, rupture de pente…) ou des pare-feux réalisés pour le chantier afin de cantonner le feu dans l’espace à brûler. Les éléments d’appuis sont utilisés différemment en fonction de la conduite du front de flamme choisie et des conditions naturelles du jour.
3. surveiller et s’adapter: l’éleveur est attentif à toutes modifications des conditions et à la bonne évolution de l’opération jusqu’à l’extinction, afin de réajuster sa stratégie.

Ainsi le brûlage pastoral demeure une technique de pilotage qui nécessite une grande attention pour gérer les aléas et saisir les opportunités. Elle nécessite donc expérience et connaissance du milieu.

#### Outils disponibles pour le pilotage du feu
Pour le pilotage du feu, les outils d’allumage, de contrôle et d'extinction du feu sont souvent les mêmes. Les éleveurs utilisent selon les pratiques locales le briquet, le flambeau et récemment la drip torch, la branche de résineux, le rameau de genêt, la pelle, le râteau, la fourche, etc. sont aussi bien des outils. Parfois des moyens en eau sont utilisés comme le seau pompe, la motopompe, voire le petit véhicule porteur d’eau type 4x4.

## Textes législatifs et réglementaires

### Textes fondateurs
Le cadre général de l’emploi du feu est fixé dans la partie législative du Code forestier, au Livre I « dispositions communes à tous les bois et forêts », Titre III « Défense et lutte contre les incendies de forêt», dont l’article L131-1 définit ceci :
"Il est défendu à toute personne autre que le propriétaire de terrains, boisés ou non, ou autre que les *occupants* de ces terrains du chef de leur propriétaire, de porter ou d'allumer du feu sur ces terrains et jusqu'à une distance de 200 mètres des bois et forêts ainsi que des terrains assimilés soumis aux dispositions de l'article L. 131-4."

### Dispositions départementales
Arrêtés préfectoraux régissant l’emploi du feu et l’incinération des végétaux.

## Organisation
La pratique des brûlages pastoraux nécessitent une déclaration auprès des services compétents de l’administration départementale (généralement la préfecture, ou la mairie) selon la procédure décrite dans l’arrêté préfectoral du département.
Afin de mieux conseiller et organiser les chantiers, certains départements ont choisi de mettre en place des commissions de concertation pluridisciplinaire (collectivités, SDIS, éleveurs, chasseurs, forestiers, gestionnaires d’espaces naturels, force de l’ordre, …) appelées CLE (commissions locales d’écobuage) dont le rôle est de fournir un avis sur les chantiers déclarés et permettre une organisation concertée des chantiers.

## Les techniques avec lesquelles le mot est confondu
- écobuage (dans sa définition historique et agricole du terme)
- brûlage dirigé de défense forestière contre les incendies (DFCI) réalisé par des équipes d'intervention institutionnelles : pompiers/SDIS, etc.
- brûlage agricole (généralement brûlage des résidus de culture)
- culture sur brûlis (n’existant pas en France)
- feu de jardin ou brûlage de résidu vert, parfois aussi appelé écobuage

## Synonymes ou variantes
Des toponymes (ex : usclade, cramade) évoquent bien l’emploi du feu sur des parcelles souvent localisées en versant sud, mais sans qu’on puisse y  affirmer l’emploi du brûlage pastoral.